# Morfinizmus
A morfinizmus a kábítószertől, jelen esetben a morfintól (morfiumtól) való függőség egy fajtája. Nem csak a morfintól lehet valaki morfinista, hanem annak félszintetikus (például heroin) vagy szintetikus (például Dolargan, Methadon, Fentanyl) származékaitól is. Éppen a könnyű hozzászokás miatt a morfin gyógyászati felhasználása már kevésbé jelentős. Magyarország az 1930-as évek elején exportra is termelt morfint, Kabay Jánosnak köszönhetően, aki kidolgozta annak technológiáját, hogy a morfint a zöld mák helyett száraz, csépelt mákból, „mákszalmából” állítsák elő.

## Külső hivatkozások
- Morfin a Pallasban
- anyagismeret: a morfin